# Haemimont Games
Haemimont Games AD (bulgarisch Хемимонт Геймс АД) ist ein bulgarischer Computerspiel-Entwickler, der im September 1997 in der bulgarischen Hauptstadt Sofia gegründet wurde. Mit etwa 50 Angestellten ist Haemimont heute der größte Entwickler von Unterhaltungssoftware Bulgariens.
Haemimont hat sich auf die Entwicklung von Strategiespielen spezialisiert und arbeitete in den letzten Jahren insbesondere mit dem deutschen Publisher Kalypso Media zusammen, über den beispielsweise Spiele wie Tropico 3 oder Grand Ages: Rome erschienen.

## Veröffentlichte Spiele (Auswahl)
- Moving Puzzle: Cats (1998)
- Celtic Kings: Rage of War (2002)
- Tzar: Die Schlacht um die Krone (2003)
- Celtic Kings: The Punic Wars (2004)
- Rising Kingdoms (2005)
- Die Römer (2006)
- Imperium Romanum (2008)
- Grand Ages: Rome (2009)
- Tropico 3 (PC 2009, Xbox 2010)
- The First Templar (2011)
- Tropico 4 (2011)
- Omerta – City of Gangsters (2013)
- Tropico 5 (2014)
- Victor Vran (2015)
- Surviving Mars (2018)
- Stranded: Alien Dawn (2022)[1]
- Jagged Alliance 3 (2023)